# Moelleroclavus penicilliopsis
Moelleroclavus penicilliopsis är en svampart som beskrevs av Henn. 1902. Moelleroclavus penicilliopsis ingår i släktet Moelleroclavus och familjen kolkärnsvampar.   Inga underarter finns listade i Catalogue of Life.